# Шолак (Алматинская область)
Шола́к (каз. Шолақ) — село в Алматинской области Казахстана. Находится в подчинении городской администрации Капшагая. Входит в состав Шенгельдинского сельского округа. Код КАТО — 191637900.

## Население
В 1999 году население села составляло 98 человек (54 мужчины и 44 женщины). По данным переписи 2009 года в селе проживало 55 человек (25 мужчин и 30 женщин).